# Universidad SEK Chile
La Universidad SEK Chile es una universidad privada chilena, creada el 8 de agosto de 1988. Su sede central se encuentra en la comuna de Providencia. Forma parte de la Institución Internacional SEK, institución educativa con colegios y universidades fundada en España en 1990.
Su primer campus fue el Parque Arrieta en la comuna de Peñalolén, adquirido en 1991. En mayo de 2008 se anunció la adquisición del club deportivo Unión Española, con lo que esta universidad se convirtió en la cuarta casa de estudios chilena en estar ligada a un club deportivo.[cita requerida]
Actualmente no se encuentra acreditada por la Comisión Nacional de Acreditación (CNA-Chile).Está en la posición 48 según el ranking de Webometrics 2024.

## Organización
La Universidad cuenta con una sola sede en Santiago. Sus actividades académicas las desarrolla en el Campus Providencia y Anexo Santa Laura. Cuenta con cuatro facultades:

### Facultades y Carreras
- Facultad de Ciencias de la Salud
  - Enfermería
  - Obstetricia y Neonatología
  - Kinesiología
  - Nutrición y Dietética
  - Fonoaudiología
  - Terapia Ocupacional
  - Técnico de Nivel Superior en Enfermería

- Facultad de Ciencias Jurídicas y Sociales
  - Derecho
  - Psicología
  - Trabajo Social
  - Licenciatura en Trabajo Social
  - PEC Trabajo Social
  - PEC Psicología
  - Técnico de Nivel Superior en Trabajo Social

- Facultad de Educación y Cultura
  - Ciencias de la Actividad Física y del Deporte
  - Diseño y Desarrollo de Videojuegos
  - Licenciatura en Educación
  - Técnico de Nivel Superior en Educación Diferencial Inclusiva
  - Técnico de Nivel Superior en Educación Parvularia y Primer Subciclo de Educación Básica
  - Técnico de Nivel Superior en Preparación Física

- Facultad de Administración, Finanzas y Negocios
  - Contador Público y Auditor
  - Ingeniería Comercial
  - Ingeniería en Ciberseguridad
  - PEC Contador Público y Auditor
  - PEC Ingeniería Comercial
  - PEC Ingeniería en Ciberseguridad
  - Técnico de Nivel Superior en Comercio Exterior
  - Técnico de Nivel Superior en Gestión Logística

## Administración
Algunos de los presidentes de la Junta Directiva han sido los siguientes, siendo actualmente Luis Martínez Zorzo:[cita requerida]
- Luis Martínez Zorzo
- Jorge Segovia Bonet

Algunos de los rectores de la universidad han sido los siguientes:[cita requerida]
- Eva Flandes Aguilera
- Carlos Pereira Albornoz
- Alejando Ormeño

## Controversias
En marzo de 2013, el exrector de la universidad, José Schroeder Quiroga, fue formalizado ante la justicia por cargos de soborno al expresidente de la Comisión Nacional de Acreditación (CNA-Chile), Luis Eugenio Díaz, luego de que se encontraran varios correos electrónicos donde este último le pedía trabajo para una sobrina en esta casa de estudios. El proceso fue suspendido condicionalmente sin reproche penal.[cita requerida]